# Islam a Suïssa

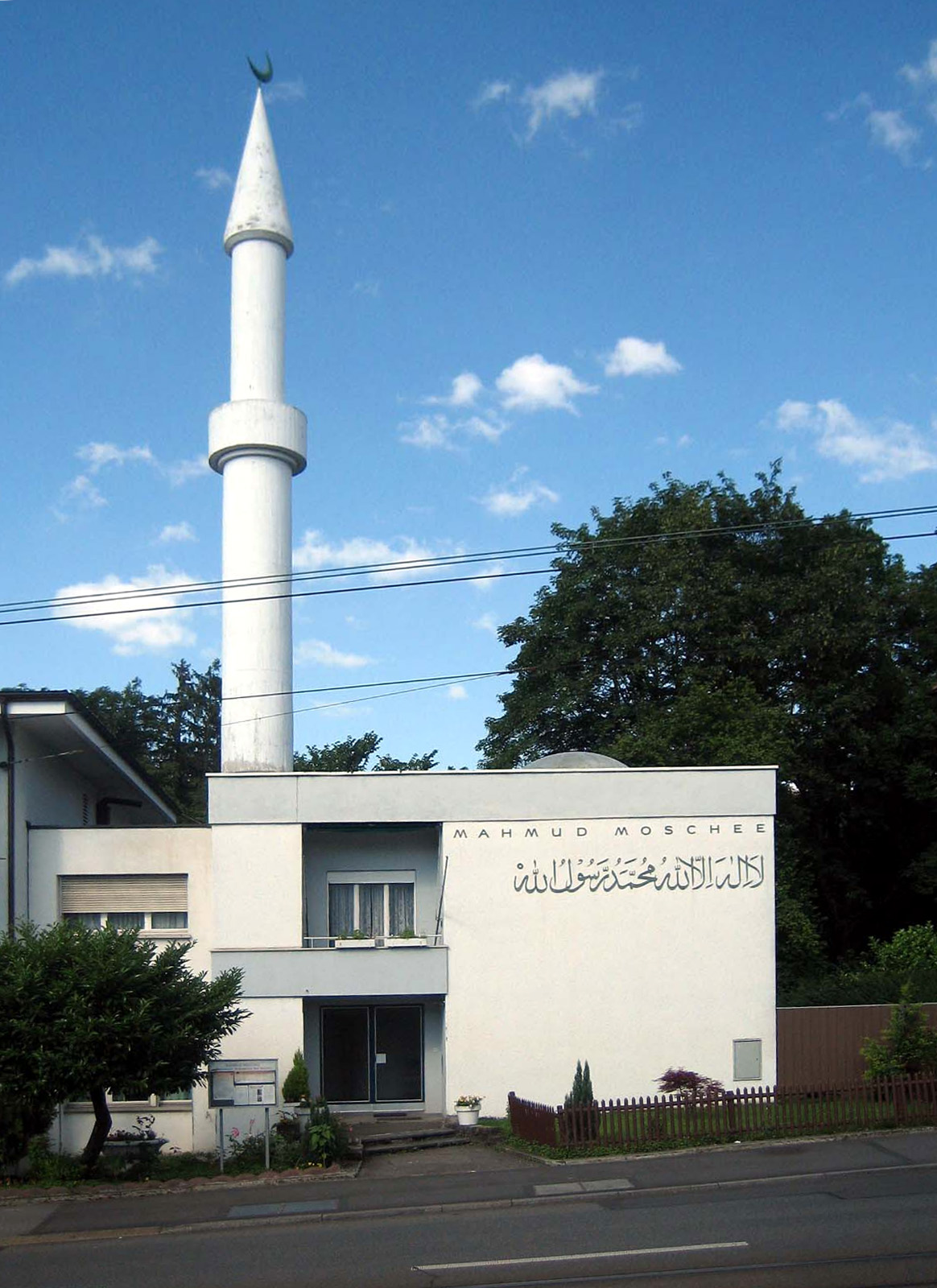
Mesquita de Mahmud a Zúric.

L'Islam a Suïssa és professat per al voltant 350.000 persones d'acord amb l'últim cens realitzat al país, equivalent al 5% de la població (el 1990 eren 2,2% i el 2000, 4,3%), cosa que fa que l'islam sigui la tercera religió més gran a Suïssa. Molts musulmans són provinents dels Balcans i Turquia.

## Mesquites
Suïssa compta amb al voltant de 160 mesquites o espais d'oració en magatzems, garatges i centres culturals, denominats mesquites interiors sense minarets. En condicions similars es reuneixen per a professar les seves religions 28.000 hindús, 21.000 budistes, 500 sikhs. Fins ara només existeixen dues mesquites amb el seu minaret propi, la mesquita de Mahmud a Zúric (des de 1963) i la mesquita de Petit-Saconnex a Ginebra (des de 1978).

## Minarets
Recentment va sorgir a Suïssa una controvèrsia sobre la construcció de minarets; membres de la Unió Democràtica del Centre volen prohibir la construcció de minarets mitjançant una llei constitucional. La baralla per l'edificació d'un minaret musulmà en la localitat de Wangen bei Olten, després d'un recurs davant el Tribunal d'Administració del Cantó Solothurn en contra del permís de construcció atorgat pel departament Cantonal d'Obres i Justícia, va arribar al Tribunal Federal de Suïssa.
La controvèrsia va començar llavors amb les discussions sobre la construcció de minarets en els pobles suïssos de Wangen bei Olten, Langenthal i Wil, i va culminar en la proposta d'iniciativa política de prohibir legalment la construcció de minarets. Per a molts aquestes tendències polítiques demostrarien una islamofòbia creixent.
Les associacions de musulmans de la comuna de Wangen, propera a Olten (Zuric) i el poble de Langenthal volien construir minarets a les seues mesquites. Alguns ciutadans i polítics se sentien provocats per aquests projectes; i crearen fronts en contra de la construcció de minarets. Les insistents discussions en contra dels projectes de construcció de minarets han estat rebutjades sobre la base de les regles d'urbanització. No obstant això, el govern cantonal de Zuric volia examinar una prohibició general dels minarets. I a nivell nacional la Unió Democràtica de Centre vol llançar una iniciativa política per a la prohibició de minarets a Suïssa; alguns juristes van dir que si aquesta iniciativa fos admesa, Suïssa hauria d'eixir de la Convenció Europea de Drets Humans.
El debat ja no només ocupa als sectors implicats en aqueixes comunitats, sinó que ha degenerat en un debat més ampli. Aquesta controvèrsia ja atià pors difuses cap al desconegut en algunes parts de la població suïssa. Les veus, de vegades agressives, de vegades insegures i altres vegades, amonestadores, demostren clarament que aquests temors no només es deriven de la construcció de minarets sinó d'un recel cap a la comunitat islàmica.